# Sébastien Huberdeau
Sébastien Huberdeau (ur. 1 stycznia 1979 w Montrealu) – kanadyjski aktor filmowy i telewizyjny.
Studiował politologię na uniwersytecie. Grał w sztuce Talk Radio Erica Bogosiana. Debiutował na ekranie w wieku dwudziestu lat w dramacie Intymne wspomnienia (Souvenirs intimes, 1999) obok Pierre’a-Luca Brillanta. Za rolę Jima w filmie Wyspa piaszczysta (L'île de sable, 1999) był nominowany do kanadyjskiej nagrody Jutra. Wystąpił w komediodramacie Denysa Arcanda Inwazja barbarzyńców (Les invasions barbares, 2003) z udziałem Marie-Josée Croze i Roya Dupuisa. Rola Jeana-François w kryminalnym dramacie historycznym Politechnika (Polytechnique, 2009) przyniosła mu nominację do nagrody Vancouver Film Critics Circle.

## Filmografia

### Filmy fabularne
- 1999 Intymne wspomnienia (Souvenirs intimes) jako Charles
- 1999 Wyspa piaszczysta (L'île de sable) jako Jim
- 2002: Yellowknife jako Max
- 2003: Inwazja barbarzyńców (Les invasions barbares) jako Vincent
- 2004: Ostatni podkop (Le Dernier tunnel) jako Régis Turcotte
- 2004: Wiek namiętności (Nouvelle-France) jako Xavier Maillard
- 2005: Tajemnica miłości (Secreto de amor)
- 2006: Piękna bestia (La Belle bête) jako Michael
- 2006: Historia rodziny (Histoire de famille) jako Michel Gagné
- 2008: Zamek w Szwecji (Château en Suède) jako Olivier
- 2009: Politechnika (Polytechnique) jako Jean-François
- 2009: 2 hity (2e touché)
- 2009: Ojciec i broń (De père en flic) jako Simard
- 2010: Cisza kłamie (Tromper le silence) jako Frédéric Langevin
- 2010: Thelma, Louise i Chantal  (Thelma, Louise et Chantal) jako Mathieu
- 2010: Urodziny (L’anniversaire) jako Frédéric
- 2010: Sierść bestii (Le poil de la bête) jako Jean-Baptiste
- 2010: Martwa natura (Nature morte) jako Martin
- 2011: Martwe pole (Angle mort) jako Éric
- 2011: Saint-Belmont jako François
- 2011: Syn (Un fils) jako Tienne
- 2012: Goście – seria internetowa (Les invités (Web series))
- 2012: Jukebox Motel
- 2013: Justin i Julie (Justin & Julie) jako Justin

### Seriale TV
- 2000: Willie jako Michel
- 2000: Tag jako Cédric Marchand
- 2000: Cyganie (Gypsies)
- 2001-2003: Świat Charlotte (Le monde de Charlotte) jako Antonin Brodeur
- 2003: Niebezpieczne związki (Les Liaisons dangereuses) jako asystent Merteuil
- 2004: Świat oddalony (Un monde à part) jako Antonin Brodeur
- 2005: Virginie jako Charles-Olivier Turbide
- 2006: Praca (La job) jako Louis Tremblay
- 2006: Wysoka i niska Sophie Paquin (Les hauts et les bas de Sophie Paquin) jako Benjamin Lemieux
- 2006-2007: Nasze lato (Nos étés) jako Martin Belzile
- 2012: Ty kochasz mnie? (Tu m’aimes-tu?) jako Frédéric Boudreault